# Улица Молодой Гвардии
У́лица Молодо́й Гва́рдии — одна из улиц исторического района Белый город в центральной части Астрахани, проходит с запада на восток параллельно Советской улице. Начинается от улицы Володарского, пересекает Коммунистическую, улицы Шелгунова и Михаила Аладьина и заканчивается у перекрёстка с улицей Калинина, переходя в улицу Наташи Качуевской у одноимённого сквера.

## История
Улица сформировалась по генеральному плану 1769 года, когда существовавшая Спасская улица была спрямлена и разделена на два смещённых участка — современную Ахматовскую улицу и данную улицу, получившую название Рабочей. Спрямление улицы, ранее петлявшей между отдельными кварталами, было выполнено к 1800 году. После сноса стен Белого города (1825 год) улица продлена до Перевозной улицы, ныне Калинина. До 1837 года улица носила название Рабочей, затем до 1920 года называлась вновь Спасской. В 1920 году была переименована в честь участника Гражданской войны, астраханца Михаила Фёдоровича Аладьина. Наконец, в 1924 году эта улица получила своё современное название в честь первых комсомольцев и передовых отрядов молодёжи, а имя Михаила Аладьина передали другой улице в том же районе.

## Застройка
Улица застроена зданиями постройки от 1800-х до 1970-х гг. На улице 9 объектов культурного наследия, 1 — федерального значения и 8 — регионального.
По нечётной стороне
- Квартал от улицы Володарского до Коммунистической — место Спасского монастыря, упразднённого в 1873 году. Сад, разбитый на месте снесённых ограды и зданий монастыря, стал сквером у Астраханской филармонии[2].
- дом 3 —  памятник архитектуры Здание епархиальной библиотеки
- дом 7/10 (угол с Коммунистической улицей) —  памятник архитектуры Усадьба редактора газеты «Прикаспийский край» П. Г. Никифорова. В этом здании также находилось женское профессиональное училище П. Г. Шевцовой.
- дом 11 —  памятник архитектуры Дом жилой
- Дом 64 по улице Свердлова — комплекс зданий ФСБ (ранее КГБ), построен в 1970-х гг. на месте квартала жилых одно-двухэтажных строений[5]

По чётной стороне
- дом 2/13 (угол с улицей Володарского) —  памятник архитектуры Здание электротеатра Александрова и Кальянова «Модерн» с зимним садом, 1909 год, архитектор В. Б. Вальдовский-Варганек, перестроено в 1956 году, архитектор Б. И. Черняев, реконструировано вновь в 1970-х гг. ГПИ «Астрахангражданпроект». До постройки на его месте были Персидские бани[6]
- Угол с улицей Михаила Аладьина — Морской сад, ранее Полицейский, разбит в 1870-х гг. на месте Фруктовой площади[7]
- Дом 22/13/29 (угол с улицей Калинина) — Благовещенский женский монастырь